# Марк Ливий Салинатор
Марк Ли́вий Салина́тор (лат. Marcus Livius Salinator; умер между 203 и 191 годом до н. э.) — древнеримский военачальник и политический деятель из плебейского рода Ливиев, консул 219 и 207 годов до н. э. Во время первого консульства совместно с Луцием Эмилием Павлом завоевал Иллирию и получил за это триумф, но после этого был обвинён в расхищении военной добычи и восемь лет провёл в добровольном изгнании. Вернулся в Рим в разгар Второй Пунической войны и был во второй раз избран консулом. Преградил путь Гасдрубалу Баркиду, пытавшемуся прорваться в Италию на соединение с Ганнибалом. В битве при Метавре командовал совместно со своим коллегой Гаем Клавдием Нероном. Одержанную победу, в результате которой Гасдрубал погиб вместе с большей частью своей армии, общественное мнение приписало в первую очередь Нерону.
Высшей точкой в карьере Марка Ливия стала цензура 204 года до н. э., коллегой по которой снова стал Гай Клавдий Нерон. Этот год вошёл в историю в связи со ссорами цензоров, ненавидевших друг друга, и введением налога на соль.
Потомками Марка Ливия стали Ливии Друзы, включая народного трибуна 91 года до н. э.

## Биография

### Происхождение
Марк Ливий принадлежал к плебейскому роду Ливиев, имевшему латинское происхождение и влившемуся в ряды римской аристократии после 338 года до н. э. Уже в 324 году до н. э. один из представителей этого рода, возвысившийся благодаря своим боевым заслугам, был начальником конницы. Его предполагаемый сын Марк Ливий Дентер достиг консульства в 302 году и членства в коллегии понтификов в 300 году и стал, согласно гипотезе Фридриха Мюнцера, прадедом Марка Ливия Салинатора. При этом дед и отец последнего не смогли сделать удачную карьеру: дед, предположительно Марк Ливий Друз, поднялся только до претуры (282 год), а отец, Марк Ливий Салинатор, вообще не занимал ни одной из курульных магистратур.

### Ранние годы и начало карьеры
Марк Ливий родился около 254 года до н. э. Его воспитанием занимался один из учёных домашних рабов, грек из Тарента Андроник. Позже педагога освободили в награду за успешную работу, и он получил имя Ливий Андроник. Как раз около 240 года до н. э., когда в Риме была поставлена первая пьеса этого драматурга, Марк Ливий должен был надеть взрослую тогу. Ещё совсем молодым Салинатора женили на дочери капуанского аристократа Пакувия Калавия, которая по матери была потомком патрициев Клавдиев. Именно свойство с наиболее могущественными семьями Рима и Кампании могло помочь Марку Ливию добиться консульства.
Первая упоминающаяся в источниках ступень карьеры Марка Ливия — консулат 219 года до н. э., коллегой по которому стал патриций Луций Эмилий Павел. Консулы отправились в Иллирию воевать с Деметрием Фаросским, который, опираясь на союз с Македонией, тревожил набегами владения Рима. Марк Ливий и Луций Эмилий взяли штурмом крепость Дималу, после этого приняли капитуляцию большинства других городов, подконтрольных Деметрию, и напали на Фарос. Им удалось хитростью выманить Деметрия из города и, разбив в сражении, принудить к бегству к царю Филиппу. Уже к концу лета римляне подчинили всю Иллирию и вернулись домой.
Полибий в связи с этими событиями упоминает только Луция Эмилия, который, согласно «Всеобщей истории», один отпраздновал «блестящий триумф». Здесь могла сказаться традиционная симпатия историка к Корнелиям и их политическим союзникам Эмилиям; автор сочинения «О знаменитых людях» сообщает, что и Марк Ливий тоже был удостоен триумфа за иллирийскую войну. К тому же оба коллеги фигурируют в последующих событиях, связанных с летней кампанией 219 года: по истечении консульского срока Марка Ливия обвинили в расхищении военной добычи и осудили голосами всех триб, кроме Мециевой, а Луций Эмилий «едва уцелел». Плутарх утверждает, будто Павлу тоже был вынесен обвинительный приговор. Ключевую роль в этом деле сыграли показания Гая Клавдия Нерона, который, согласно предположению Ф. Мюнцера, мог быть военным трибуном в армии Салинатора. Тит Ливий называет показания Нерона лжесвидетельством; осуждённый настолько остро переживал нанесённую ему обиду, что, выплатив штраф, к которому его приговорили, покинул Рим и уехал в деревню.

### Посольство в Карфаген
Суд над Салинатором и Павлом произошёл вскоре после истечения консульского года (в 218 году до н. э.). Но между сложением полномочий и судом Марк Ливий успел принять участие в посольстве в Карфаген, ставшем реакцией на взятие Ганнибалом испанского города Сагунт, дружественного Риму. Салинатор, Луций Эмилий Павел, Гай Лициний, Квинт Бебий Тамфил и один из Фабиев (или Квинт Фабий Максим, или Марк Фабий Бутеон) задали карфагенскому совету вопрос, «государством ли дано Ганнибалу полномочие осадить Сагунт». Не получив чёткого ответа, они объявили Карфагену войну от имени Римской республики.
Затем послы переправились в Испанию, чтобы заключить союзы с местными племенами. Баргузии приняли их дружелюбно, но вольцианы поставили в вину римлянам гибель Сагунта, так и не получившего помощи, и после этого иберы перестали идти на контакт с посольством. Римляне попытались ещё убедить галлов не пропускать карфагенскую армию через свою территорию, но те подняли послов на смех. Легаты вернулись в Рим уже после отбытия консулов к армиям. Существует предположение, что рассказ об этом Тита Ливия — литературный вымысел, целью которого было оправдать медленные приготовления Рима к войне.

### Возвращение в политику
В добровольном изгнании Марк Ливий провёл восемь лет (218—210 годы до н. э.), не только не приезжая в Рим, но даже почти не показываясь на людях. Всё это время шла Вторая Пуническая война. Тесть Салинатора Пакувий Калавий в 216 году перешёл на сторону Карфагена вместе со всеми капуанцами; только в 211 году, когда Капуя была взята римской армией, стало возможным примирение Марка Ливия с властями республики. Первый шаг был сделан в том же году: сына Салинатора приняли в состав коллегии понтификов.
В 210 году до н. э. консулы Марк Клавдий Марцелл и Марк Валерий Левин настояли на возвращении Марка Ливия в Рим. «Был он в худой одежде, длинноволос, с запущенной бородой; и лицо, и весь его вид говорили, что он хорошо помнит обиду». Цензоры заставили Салинатора постричься, сбрить бороду и подобающе одеться, а потом снова включили его в состав сената. Но Марк Ливий никого не простил и на заседаниях был демонстративно немногословен, ограничиваясь односложными ответами. Так продолжалось два года, пока в 208 году ему не пришлось выступить в защиту своего родственника Марка Ливия Маката, обвинённого в потере Тарента. Эта речь заставила римлян снова обратить внимание на Салинатора и признать, что он пострадал безвинно.
В это время наступил критический момент в войне: в Италию на соединение с братом двигался Гасдрубал Баркид с сильной армией, так что Риму как никогда были нужны опытные полководцы. Одним из консулов на 207 год до н. э. избрали Гая Клавдия Нерона — того самого, который свидетельствовал против Салинатора десятью годами ранее. Согласно Титу Ливию, сенат озаботился необходимостью найти кандидата на второе консульское место — плебея и человека «разумного и осмотрительного», который бы сдерживал слишком пылкого по характеру Нерона. После гибели Тиберия Семпрония Гракха и Марка Клавдия Марцелла оставался только один такой вариант — Марк Ливий Салинатор. Он и был избран, хотя долго отказывался и упрекал римлян в легкомыслии: «Если они считают его честным человеком, то почему осудили, как бесчестного преступника? Если они признали его виновным, то почему, сочтя его первое консульство своей ошибкой, вверяют ему второе?»
Ф. Мюнцер, изучая этот эпизод, обратил внимание на то, что на преторских выборах 208 года, проведённых сразу после избрания Салинатора и Нерона, впервые в истории победителями стали четверо плебеев. По мнению исследователя, это может указывать на происходившую в это время в Риме острую внутриполитическую борьбу, в ходе которой Марк Ливий мог победить на выборах по собственной инициативе и вопреки воле сената, тогда как Гай Клавдий оказался ставленником враждебной «партии».
Новые консулы не скрывали ненависти друг к другу. Сенат потребовал, чтобы они помирились и действовали против врага в полном согласии. Дальнейшие события показали, что Салинатор и Нерон смогли наладить сотрудничество, но их личные взаимоотношения остались прежними.

### Разгром Гасдрубала
По жребию Марку Ливию выпало встречать Гасдрубала в Цизальпийской Галлии, в то время как Гай Клавдий будет сдерживать Ганнибала на юге Италии. Оба консула столкнулись с серьёзными проблемами при наборе армий, поскольку количество граждан за десять лет войны сократилось вдвое — с 270 до 137 тысяч. Когда легионы ещё не были сформированы, пришло известие, что Гасдрубал уже перешёл Альпы; правда, он тут же потерял связанное с внезапностью преимущество, остановившись для осады Плаценции, на которую потратил всё лето 207 года до н. э. Марк Ливий выдвинул армию к Сене Галльской, где преградил врагу путь в Италию. Если верить Титу Ливию, перед отправлением из Рима Салинатор выслушал совет Квинта Фабий Максима о вступлении в бой только после тщательного изучения ситуации и ответил, что будет биться с противником, как только его увидит. «Я либо прославлюсь победой над врагом, либо порадуюсь беде сограждан: они того заслужили, хотя чести это мне не прибавит».
Осенью Гасдрубал решил, наконец, идти на соединение с братом. Нерону удалось перехватить его гонцов с письмом, из которого стал ясен запланированный Баркидом маршрут; тогда Гай Клавдий с 7-тысячным отборным отрядом выступил на север и соединился с войском Марка Ливия. На тот момент римская и карфагенская армии стояли у Сены Галльской на расстоянии 500 шагов друг от друга. Тем не менее людей Нерона удалось ввести в лагерь незаметно для противника, который не узнал о подходе к римлянам подкреплений.
Уже на следующий день армии выстроились для боя. Но Гасдрубал не решился начать сражение, так как заметил, что многие легионеры держат старые щиты, которых раньше не было, и что у некоторых римских всадников лошади явно истощены, как после долгого марша. Поэтому он вернул своё войско в лагерь и начал собирать дополнительную информацию через разведчиков. Последние выяснили, что у римлян сигналы боевых рожков подавались два раза, а не один, как раньше, то есть в лагере оба консула. Вероятно, взять пленных карфагенянам не удалось, поэтому они не знали, каким образом стало возможным прибытие на север Италии Нерона; возникло даже предположение, что Ганнибал разбит и погиб.
Той же ночью Гасдрубал начал отступление. Но римлянам удалось его настигнуть и заставить принять бой, поскольку он лишился проводников и, не зная местность, шёл вдоль берега реки Метавр, оказавшейся очень извилистой. Марк Ливий возглавил левый фланг, и именно сюда Гасдрубал направил свой главный удар. Иберы, которые были наиболее боеспособной частью карфагенской армии, смогли немного потеснить римлян. Завязалась ожесточённая схватка, исход которой решил Нерон: не имея возможности атаковать левый фланг противника из-за высокого холма, Гай Клавдий взял несколько когорт, прошёл по тылам римской армии и ударил иберам в правый фланг и в тыл. Иберы были перебиты почти полностью, а затем настал черёд лигуров, стоявших в центре карфагенского боевого порядка.
Большая часть карфагенской армии была уничтожена; погиб и сам Гасдрубал. Когда Марку Ливию сообщили, что так и не вступившие в бой галлы и лигуры уходят и что достаточно будет небольшого конного отряда, чтобы перебить их всех, он отмахнулся от этого предложения со словами: «Пусть останется хоть один человек, чтобы рассказывать о нашей доблести и поражении врага».
В конце лета 207 года Марк Ливий отвёл свою армию из Цизальпийской Галлии к Риму. Сенат удостоил его и Нерона одним триумфом на двоих; при этом Салинатор вступил в город на колеснице и в сопровождении своих солдат, поскольку победа при Метавре была одержана в его провинции и именно он совершал ауспиции в день боя. Нерон же въехал в Рим верхом на коне и без армии. Тем не менее народ считал, что основная заслуга принадлежит Гаю Клавдию.
В том же году Марк Ливий был назначен диктатором для проведения консульских выборов. В дальнейшем он занимался поиском и наказанием сторонников Гасдрубала в Этрурии и Умбрии. В 206 году до н. э. Салинатор получил полномочия проконсула, продлённые затем на 205 и 204 годы. С двумя легионами рабов-добровольцев он оставался в Этрурии; в конце 205 года он пришёл на помощь претору Спурию Лукрецию, который противостоял высадившемуся в Лигурии третьему Баркиду — Магону. Последний не предпринимал никаких активных действий, так что римляне смогли удержать его у границ Италии.

### Цензура и последние годы
В 204 году до н. э. Марк Ливий стал цензором вместе со своим старым врагом и коллегой Гаем Клавдием Нероном. Салинатор и Нерон установили строгий контроль за подрядами и ввели новый налог на добычу соли. Тит Ливий сообщает, будто народ счёл эту новацию местью Марка Ливия за его осуждение в 218 году и по этой причине дал ему прозвище Салинатор (от лат. Salinator — солевар или солеторговец), но в историографии это считается вымыслом.
Дважды цензоры затевали, по выражению Тита Ливия, «безобразную перебранку». Во время переписи всадников выяснилось, что у самих Салинатора и Нерона есть государственные лошади. Тогда Гай Клавдий потребовал, чтобы Марк Ливий продал своего коня как осуждённый в своё время народом. Салинатор предъявил коллеге аналогичное требование — как лжесвидетелю и как человеку, примирившемуся с ним притворно. Когда же срок полномочий цензоров истекал, Нерон включил своего коллегу в число эрариев — граждан низшего разряда. Салинатор в ответ записал в эрарии не только Гая Клавдия, но и граждан всех римские триб, кроме Мециевой, поскольку они осудили невиновного и избрали осуждённого в консулы и цензоры. Народный трибун Гней Бебий Тамфил в связи с этими событиями попытался привлечь обоих цензоров к суду, но отступил перед запретом сената.
После цензуры Марк Ливий только один раз упоминается в источниках. В 203 году до н. э., когда в Рим прибыло карфагенское посольство с просьбой о мире, Салинатор высказался об этом первым из сенаторов (принцепс Квинт Фабий Максим к тому времени был либо болен, либо уже мёртв). Сам Марк Ливий умер до 191 года, когда был освящён выстроенный согласно данному им обету храм Ювенты.

## Потомки
Сыном Марка Ливия был Гай Ливий Салинатор, консул 188 года до н. э. Предположительно Марк Ливий усыновил также одного из патрициев Эмилиев — сына своего коллеги по первому консульству Луция Эмилия Павла. Именно этот нобиль, получивший имя Марк Ливий Эмилиан, стал предком Ливиев Друзов: его сыном был консул 147 года до н. э., внуком — консул 112 года, правнуком — народный трибун 91 года.

## Оценки
В римской литературе придавали большое значение одному из событий, в которых участвовал Марк Ливий, — разгрому Гасдрубала при Метавре. В определённом смысле это сражение считалось реваншем за Канны. В связи с этим Ливий и Орозий называют явно неправдоподобные цифры потерь карфагенской стороны (56 или 58 тысяч убитых и 5 400 пленных), а Ливий утверждает, что известие о гибели Гасдрубала и его армии заставило римских граждан благодарить богов так, будто война уже была окончена; жизнь в городе после битвы при Метавре явно вошла в мирное русло. Сам Ганнибал в одной из од Горация говорит:

              Гонцов мне гордых слать в Карфаген уже

                  Нельзя отныне: пали надежды все

                     С тех пор, как Гасдрубал сражен был, -

                        Имени нашего счастья пало.
— Гораций. Оды, IV, 4, 69-72.
При этом основная заслуга приписывалась всё-таки Гаю Клавдию.
Марк Ливий, хотя и вошёл в историю, помимо всего прочего, своим нежеланием забывать о личных обидах в тяжёлое для родины время, стал главным предметом гордости для своих живших позднее сородичей. Именно он завоевал большую часть почестей, выпавших на долю Ливиев: два консулата из восьми, одна цензура из двух, два триумфа из трёх, единственную диктатуру. Во времена Тиберия считалось особенно примечательным, что этот правитель является одновременно потомком обоих победителей Гасдрубала.